# Jean-Baptiste Voysin de Gartempe
Jean-Baptiste Voysin de Gartempe, né le 29 octobre 1759 à Guéret (Creuse), mort le 11 mai 1840 à Paris, est un homme politique français.

## Biographie
Fils de François Voysin, seigneur de Gartempe, avocat au Parlement, et de Marie-Léonarde Chertier, c'est un homme de loi lors du déclenchement de la Révolution. Procureur-syndic en 1790, il est élu le 31 août 1791 député de la Creuse à l'Assemblée législative, le 1er sur 7 avec 192 voix sur 372 votants. Siégeant parmi les modérés, il est membre suppléant du comité de division et membre du comité de législation. Dénoncé par Simon François Gay de Vernon, il parvient à se justifier.
Menacé comme suspect sous la Convention, il doit se cacher quelque temps.
Rallié au coup d'État du 18 brumaire, il est nommé juge au tribunal de Limoges le 18 floréal an VIII puis premier président de la Cour impériale de Metz le 22 avril 1809 et fait chevalier d'Empire le 16 juillet 1811.
Conseiller général du canton de Saint-Vaury dans la Creuse depuis l'an IX, il se rallie aux Bourbons lors de la Restauration. Il est élu député du grand collège de la Moselle le 22 août 1815 avec 106 voix sur 192 votants et 318 inscrits. Au sein de la Chambre introuvable, il siège parmi les députés ministériels minoritaires et prend la défense de Masséna, dénoncé par des pétitionnaires marseillais, malgré les murmures et les interruptions durant la lecture de son discours.
Réélu le 4 octobre 1816 avec 94 voix sur 162 votants et 214 inscrits puis le 13 novembre 1820 dans le grand collège de la Creuse avec 66 voix sur 98 votants et 114 inscrits, il siège au centre dans les assemblées suivantes et vote contre les lois d'exception. Il est nommé conseiller à la cour de cassation le 7 juillet 1819.
Réélu dans la Creuse le 14 novembre 1827 par 38 voix sur 68 votants et 90 inscrits contre 24 voix à André Leyraud puis le 3 juillet 1830 avec 48 voix sur 92 votants et 97 inscrits, il signe l'adresse des 221 et se rallie à la Monarchie de Juillet.
Réélu le 10 septembre 1831 dans le 4e collège de la Creuse, à Boussac, avec 58 voix sur 114 votants et 146 inscrits, il siège parmi les députés de la majorité.
Il ne se représente pas lors des élections de 1834. Il est nommé le 11 septembre 1835 à la Chambre des pairs, où il siège jusqu'à sa mort dans les rangs conservateurs.